# Band and Battalion of the U.S. Indian School
«Band and Battalion of the U.S. Indian School» — американский короткометражный документальный фильм студии Мутоскоп и Байограф

## Сюжет
Фильм показывает парадное учение кадетского корпуса Индейской школы Соединённых Штатов, который состоит из представителей абсолютно всех аборигенных племен Северной Америки, и знаменитого оркестра Carlisle Band.